# Dead End City
Dead End City è il terzo album dei Peawees, pubblicato nel 2001 dalla Stardumb Records e ristampato dalla Ammonia Records per il mercato italiano. Le due release differiscono per la sostituzione di un brano e l'aggiunta di due bonus track nella versione pubblicata dalla Ammonia Records.

## Tracce
1. Road To Rock 'n' Roll
2. I'm Not Right
3. Cause You Don't Know Me
4. Dead End City
5. Don't Give a Fuck
6. In My Heart Tonight
7. What Have I Done?
8. Ready to Go
9. Proud Mary – solo nella versione Stardumb
10. Boss Hoss – solo nella versione Ammonia
11. I Know Your End
12. By My Side
13. Runaround Sue – solo nella versione Ammonia
14. No Reaction – solo nella versione Ammonia
15. Don't Look'